# Karabin SIG SG 550
SIG SG 550 – szwajcarski karabin automatyczny zasilany amunicją 5,6 Gw Pat 90 (zamienną z 5,56 × 45 mm NATO) produkowany przez firmę Swiss Arms AG (dawniej Schweizerische Industrie-Gesellschaft). Karabin konstrukcyjnie oparty jest na modelu SG 540. Poza fabryczną nazwą SG 550 znany także pod wojskowymi desygnatami Fass 90 oraz Stgw 90. Podstawowy karabin automatyczny armii szwajcarskiej.

## Historia

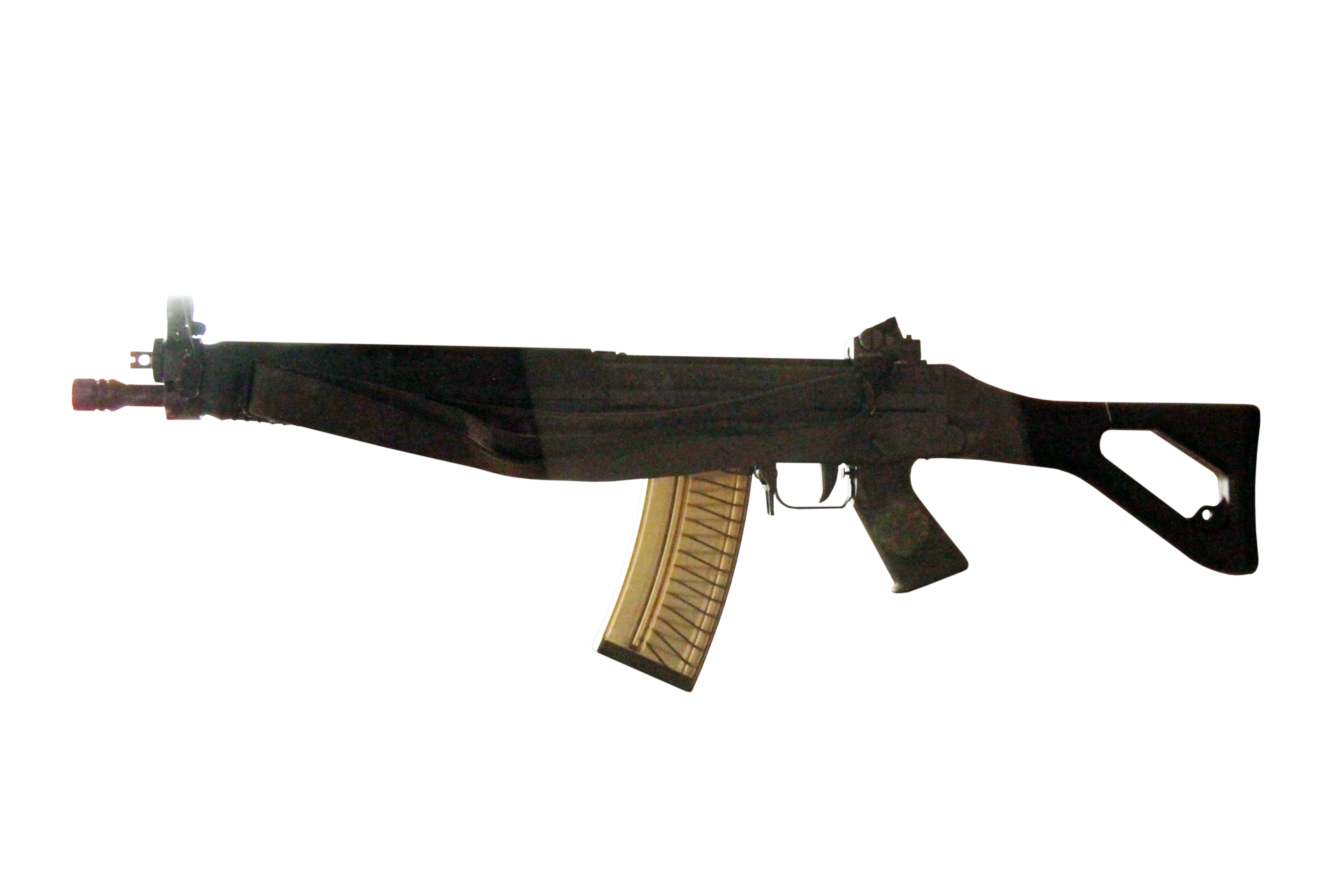
SG 541

W 1978 roku armia szwajcarska zaprezentowała wymagania dotyczące następcy karabinu SG 510 (zwanego także Stgw 57), zasilanego amunicją 7,5 × 55 Gp11). Nowa rodzina broni miała zawierać kilka wariantów opartych na podstawowej, modularnej konstrukcji karabinu. Celem modernizacji miało być zmniejszenie masy z jednoczesnym zachowaniem lub zwiększeniem celności na odległościach dochodzących do 300 m. Powstały dwa odrębne projekty: W+F C42 (stworzony przez Federal Arms Factory, zasilany amunicją 6,45 × 48 mm i 5,6 × 45 mm) oraz SG 541 (produkcji SIG, amunicja 5,6 × 45). W 1981 roku eksperymentalna amunicja 6,45 × 48 mm została odrzucona na rzecz bardziej konwencjonalnej 5,6 × 45 mm Gw Pat 90 (ze stalowym płaszczem, ołowianym rdzeniem, o masie pocisku 4,1 g) będącą szwajcarskim odpowiednikiem amunicji 5,56 mm NATO. W lutym 1983 roku decyzja o przyjęciu do uzbrojenia szwajcarskiej armii SG 541 została ogłoszona publicznie (w październiku następnego roku przeprojektowany karabin został przemianowany na SG 550, a wersja skrócona na SG 551). Karabin został przyjęty do służby w 1990 roku (stąd oznaczenie wojskowe Stgw 90). Do tej pory wyprodukowano około 600 000 sztuk tej broni.

## Opis techniczny

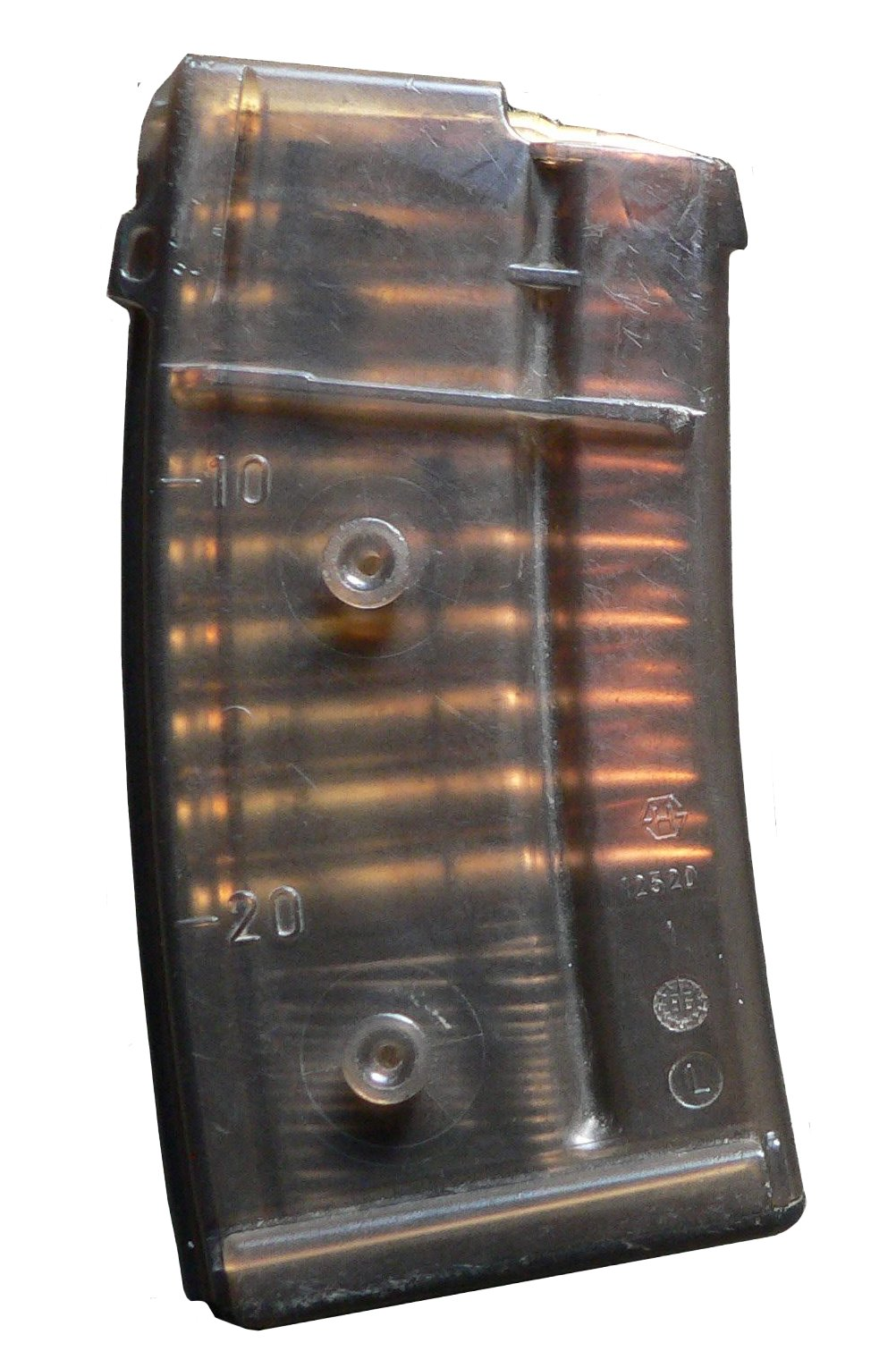
Magazynek SG 550 wykonany z przezroczystego tworzywa

Automatyka broni działa na zasadzie odprowadzenia części gazów prochowych przez boczny otwór w lufie. Ryglowanie zamka następuje poprzez obrót. Broń strzela z zamka zamkniętego. Regulator gazowy ma trzy tryby pracy: normalny, dla trudnych warunków i do wystrzeliwania granatów nasadkowych. Karabin ma obustronny przełącznik rodzaju ognia. Ma on cztery tryby: broń zabezpieczona, ogień pojedynczy, seria trzystrzałowa oraz ogień ciągły. Broń jest standardowo zasilana z pudełkowych magazynków 20 lub 30 nabojowych wykonanych z przezroczystego tworzywa sztucznego.
Ciężka, kuta na zimno lufa jest zakończona tłumikiem płomieni, który służy także do wystrzeliwania granatów nasadkowych oraz do montażu bagnetu nożowego. Lufa ma 6 prawostronnych bruzd.
Karabin ma podświetlane trytem, regulowane przyrządy celownicze z nastawami 1, 2, 3 i 4 (odpowiada odległościom strzelania na 100, 200, 300 oraz 400m). Do karabinu można także zamontować dowolny celownik zgodny ze standardem STANAG 2324.

## Wersje
- SG 550 – wersja podstawowa z długą lufą (521 mm), osadą bagnetu, oraz możliwością wystrzeliwania granatów nasadkowych.
  - SG 550 Sniper – karabin wyborowy z dwuoporowym spustem (siła spustu zredukowana z 35 do 15 N) i ciężką, kutą na zimno lufą o długości 650 mm. Przystosowany do montażu celowników optycznych.
- SG 551 – karabinek, skrócona wersja podstawowego karabinu. Lufa o długości 363 mm, broń pozbawiona możliwości montażu bagnetu i wystrzeliwania granatów nasadkowych.
  - SG 551-1P – karabinek policyjny z przebudowanym łożem oraz pozbawiony możliwości montażu dwójnogu.
  - SG 551 SWAT – karabinek z możliwością montażu np. laserowego wskaźnika celu bądź oświetlenia taktycznego.
  - SG 551 LB – karabinek z przedłużoną lufą (454 mm), z możliwością montażu bagnetu i wystrzeliwania granatów nasadkowych.
- SG 552 Commando – subkarabinek z lufą długości 226 mm, wentylowanym łożem oraz przeprojektowaną komorą zamkową. Broń pozbawiona możliwości montażu bagnetu oraz wystrzeliwania granatów nasadkowych.
  - SG 552 LB – wersja SG 552 Commando z przedłużoną lufą (346 mm) oraz z możliwością montażu bagnetu i wystrzeliwania granatów nasadkowych.
- SG 553 – subkarabinek gabarytowo zbliżony do wersji SG 552 Commando, w którym sprężynę powrotną nawinięto na tłoczysko (jak w SG 550 i SG 551), co zwiększyło niezawodność broni. Broń pozbawiona możliwości montażu bagnetu oraz wystrzeliwania granatów nasadkowych.
  - SG 553 LB – wersja SG 553 z przedłużoną lufą (347 mm) oraz z możliwością montażu bagnetu i wystrzeliwania granatów nasadkowych.
  - SG 553 R – wersja SG 553 przystosowana do zasilania rosyjską amunicją 7,62 × 39 mm wz. 43 ze standardowych magazynków od AK/AKM.